# Bank Polskiej Spółdzielczości
Die Bank Polskiej Spółdzielczości (BPS SA) ist eine polnische Genossenschaftsbank mit Sitz in Warschau. Zusammen mit 328 assoziierten Genossenschaftsbanken bildet sie die BPS-Gruppe, die ungefähr 2/3 des Genossenschaftsbankensektors darstellt.

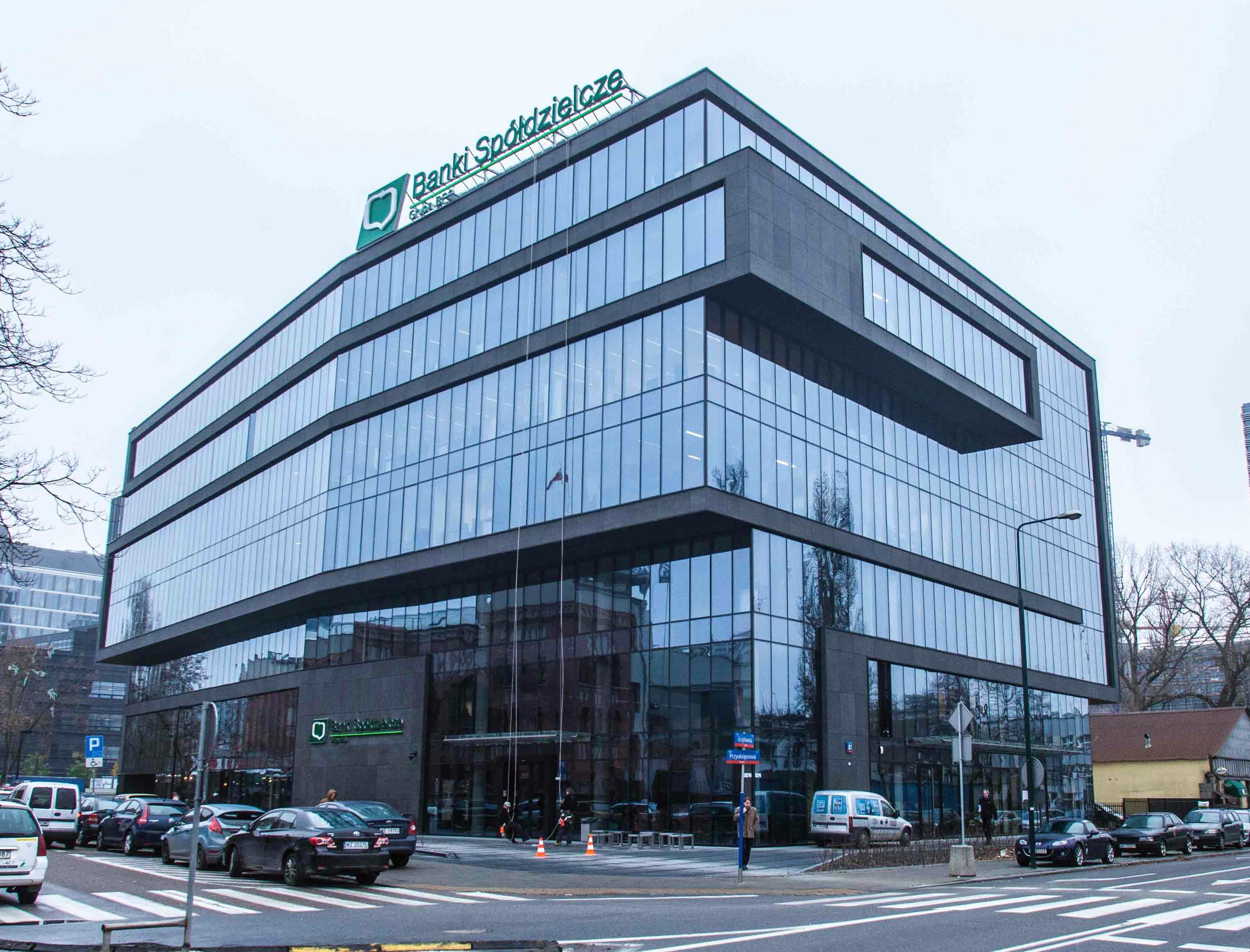
Zentrale der BPS Bank in Warschau

## Geschichte
Sie wurde am 15. März 2002 durch den Zusammenschluss von sechs Banken gegründet: Gospodarczy Bank Południowo-Zachodni SA, Bank Unii Gospodarczej SA, Lubelski Bank Regionalny SA, Małopolski Bank Regionalny SA, Rzeszowski Bank Regionalny SA und Warmińsko-Mazurski Bank Regionalny SA.
Im Dezember 2015 genehmigte die polnische Finanzaufsichtsbehörde das Schutzsystem der BPS-Gruppe. Das Sicherheitssystem wird durch ständige Überwachung der aktuellen Situation der BPS Bank und der damit verbundenen Genossenschaftsbanken, die unter das Sicherheitssystem fallen, sowie der in seinem Rahmen geplanten Präventions- und Unterstützungsmaßnahmen seine Teilnehmer in Bezug auf Liquidität und Zahlungsfähigkeit unterstützen. Es wird auch die notwendige Unterstützung für den Fall eines möglichen Auftretens von nicht standardmäßigen Situationen bei einer der Banken, die am System teilnehmen, leisten.
Die Bank BPS ist Mitglied des Polnischen Bankenverbandes und des Landesverbandes der Genossenschaftsbanken.

## Aktionärsstruktur
Hauptaktionär von BPS sind assoziierte Genossenschaftsbanken (ca. 80 % der Aktien), Asseco Poland, DZ Bank und Crédit Mutuel.

## Geschäftsbereiche
Durch die Vereinigung von 328 Genossenschaftsbanken entstand die größte Vereinigung von Genossenschaftsbanken in Polen. Die BPS Bank erbringt Dienstleistungen für Genossenschaftsbanken und ist gleichzeitig deren Geschäftspartner und Vertreter. Darüber hinaus bietet das Unternehmen über ein Netzwerk von 33 Niederlassungen Finanzprodukte für Firmenkunden, kleine und mittlere Unternehmen sowie Einzelkunden an. Es ist spezialisiert auf Kommunalverwaltungen, Landwirtschaft, Lebensmittelindustrie, Handel, Handwerk und Tourismus.
Der BPS-Gruppe ist nur in Polen tätig. Alle im Land tätigen Genossenschaftsbanken haben insgesamt ca. 4000 Filialen.